# NGC 1083
NGC 1083 (również PGC 10445) – galaktyka spiralna (Sb), znajdująca się w gwiazdozbiorze Erydanu. Odkrył ją Lewis A. Swift 29 września 1886 roku.